# Jean Capperonnier
Pour les articles homonymes, voir Capperonnier.
Jean Capperonnier, né à Montdidier le 19 mars 1716 et mort à Paris le 30 mai 1775, est un bibliothécaire et philologue français.

## Biographie
Après des études au collège des jésuites d'Amiens, il entre en 1733 à la Bibliothèque du Roi, où il est second garde des imprimés en 1748, garde des manuscrits en 1759, puis garde des imprimés en 1761.
Il succède à son oncle Claude Capperonnier à la chaire de grec au Collège royal en 1743 et il est élu membre de l'Académie royale des inscriptions et belles-lettres en 1770.
Son neveu Jean-Augustin Capperonnier est nommé conservateur de la Bibliothèque du Roi en 1795.

## Publications
Bibliographie théâtrale
- Bibliothèque du théâtre françois depuis son origine, contenant un extrait de tous les ouvrages composés pour ce théâtre, depuis les mystères jusqu'aux pièces de Pierre Corneille, une liste chronologique de celles composées depuis cette dernière époque jusqu'à présent, avec deux tables alphabétiques, l'une des auteurs et l'autre des pièces (3 volumes, 1768). En collaboration avec Pierre Jean Boudot.

Édition de chroniqueurs français
- Histoire de saint Louis, par Jehan, sire de Joinville : les Annales de son règne, par Guillaume de Nangis ; sa vie et ses miracles, par le Confesseur de la Reine Marguerite. Le tout publié d'après les manuscrits de la Bibliothèque du Roi et accompagné d'un glossaire (1761). En collaboration avec Anicet Melot et Claude Sallier.

Éditions d'auteurs grecs et latins
- Anacréon : Poésies (1754). En collaboration avec Anne-Gabriel Meusnier de Querlon.
- Jules César : Commentaires sur la Guerre des Gaules (2 volumes, 1755)
- Quinte-Curce : Histoire d'Alexandre le Grand : livre X (1757)
- Plaute: Comédies (3 volumes, 1759)
- Justin : Histoire universelle de Trogue Pompée : livre XLIV (1770)
- Sophocle : Tragédies (2 volumes, 1781)
- Quintilien : De l'Institution de l'orateur (4 volumes, 1803). Publié par Nicolas Gédoyn.